# Mallasandra, Gauribidanur
Mallasandra là một làng thuộc tehsil Gauribidanur, huyện Chikkaballapur, bang Karnataka, Ấn Độ.